# 라이언 크리스티
라이언 크리스티(영어: Ryan Christie, 1995년 2월 22일 ~ )는 프리미어리그 클럽 AFC 본머스와 스코틀랜드 국가대표팀에서 공격형 미드필더 또는 윙어로 활약하는 스코틀랜드의 프로 축구 선수이다.
크리스티는 인버네스 캘리도니언 시슬에서 경력을 시작한 후 2015년 셀틱에 입단했으며, 애버딘에서 두 차례 임대 생활을 했다. 또한 스코틀랜드 U-21 국가대표팀과 성인 국가대표팀에서도 활약했다.

## 구단 경력

### 인버네스 캘리도니언 시슬
크리스티는 1995년 인버네스에서 태어났으며, 당시 캘리도니언 시슬에서 뛰던 축구 선수 찰리 크리스티의 아들이다. 그는 이전에 셀틱에서 리저브 선수로 활약한 바 있다.
크리스티는 10살 때 인버네스 캘리도니언 시슬 유소년 시스템에 합류한 후 2011년에 첫 프로 계약을 체결했다. 그는 테리 버처 감독 아래 클럽과 새로운 계약을 체결했으며, 클럽의 1군으로 승격된 여러 유소년 팀 중 한 명이었다.

### 셀틱
2015년 9월 1일, 크리스티는 4년 계약으로 셀틱에 합류했다. 스코틀랜드 챔피언과 계약한 후, 크리스티는 즉시 한 시즌 동안의 임대 계약으로 인버네스로 돌아갔다. 그는 11월에 머더웰과의 경기에서 무릎 부상을 당했고, 셀틱에 의해 그들의 레녹스타운 훈련 단지에서 의료진과 함께 일할 수 있도록 소환되었다. 2015년 12월, 셀틱은 인버네스에서의 임대 기간 동안 크리스티를 소환할 것이라고 발표했다.
크리스티는 2016년 1월 23일, 세인트 존스톤과의 경기에서 3-1로 승리하며 셀틱 소속으로 데뷔했으며, 스튜어트 암스트롱을 대신해 88분에 교체 투입되었다.

### AFC 본머스
2021년 8월 31일, 크리스티는 잉글랜드로 이적하여 약 150만 파운드의 이적료로 3년 계약을 맺고 EFL 챔피언십 클럽 AFC 본머스에 합류했다. 2021년 9월 11일, 크리스티는 반즐리와의 경기에서 본머스 데뷔 전을 치르기 위해 벤치에서 내려왔다. 2024년 10월 19일, 그는 아스널과의 경기에서 2-0 승리를 거두며 득점했다.

## 국가대표팀 경력
크리스티는 2017년 11월, 네덜란드와의 친선 경기를 위해 스코틀랜드 국가대표팀에 처음 소집되었으며, 1-0 패배의 90분 내내 경기에 출전했다. 2019년 11월 16일, 그는 UEFA 유로 2020 예선에서 키프로스와의 원정 경기에서 페널티 에어리어 밖에서 컬링 슛으로 첫 국제 경기 골을 넣으며 2-1 승리를 이끌었다. 2020년 9월, 그는 스코틀랜드가 이스라엘과 비기면서 연속으로 페널티킥을 성공시켰고, 2020-21년 UEFA 네이션스리그에서 체코를 꺾었다.
2020년 10월, 크리스티는 코로나19 양성 판정을 받은 스튜어트 암스트롱과 밀접 접촉한 후 UEFA 유로 2020 예선 플레이오프 준결승전을 위해 스코틀랜드 국가대표팀에서 물러나야 했다. 한 달 후, 크리스티는 팀으로 돌아와 세르비아와의 UEFA 유로 2020 예선 플레이오프 결승전에서 스코틀랜드의 유일한 골을 넣었다. 그들은 1-1 무승부 후 승부차기에서 승리하며 22년 만에 처음으로 메이저 대회에 진출하게 되었다.
크리스티는 UEFA 유로 2020에서 스코틀랜드 국가대표팀의 일원이었으며, 체코와의 첫 경기에서 2-0으로 패한 경기에서 대회에 한 번 출전했다.
2024년 6월 7일, 크리스티는 UEFA 유로 2024에서 스코틀랜드 국가대표팀에 발탁되었다. 일주일 후, 그는 독일과의 대회 개막전에 선발 출전하여 팀 동료 스콧 맥토미니와 마찬가지로 스코틀랜드 국가대표팀에서 50번째 캡을 획득하며 5-1로 패배했다. 그는 스위스와 헝가리를 상대로 교체 선수로 출전했으며, 스코틀랜드는 3경기에서 승점 1점을 기록하며 A조 최하위를 기록했다.